# Valles del Jubera, Leza, Cidacos y Alhama
Valles del Jubera, Leza, Cidacos y Alhama es una reserva de la biosfera que cubre aproximadamente el 24% del territorio de La Rioja en España. Tiene una superficie de 119.669 hectáreas en que se combinan valores naturales, como un paisaje modelado por los usos tradicionales, manantiales de aguas termales y yacimientos paleontológicos de dinosaurios (Icnitas), y culturales como los poblados celtíberos. Se encuentra entre 41° 58’ 10’’ a 42°18’55’’N y de 1° 59’ 20’’ a 2° 9’ 35’’O. 
Como su nombre indica, afecta a los valles de los ríos Jubera, Leza, Cidacos y Alhama, con barrancos calizos (Cortados y gargantas). El paisaje de media montaña, con una altitud entre los 450 y los 1.758 m s. n. m. Predomina el bosque mediterráneo (roble, encina, pino silvestre), matorrales bajos (jara, enebro) y pastos abiertos. Hay bosques con quejigo, y pueden encontrarse igualmente hayedos. La agricultura de secano ha modelado el paisaje, creando huertas y vegas. 
Viven en su territorio aproximadamente 10 000 personas. De sus 119.669 hectáreas, la Zona Núcleo abarca 5.537, la Zona Tampón 11.760 y la Zona de Transición 102.372. 27 municipios tienen todo su territorio dentro de la reserva: Aguilar del Río Alhama, Ajamil de Cameros, Arnedillo, Cabezón de Cameros, Cervera del Río Alhama, Cornago, Enciso, Grávalos, Hornillos de Cameros, Igea, Jalón de Cameros, Laguna de Cameros, Leza de Río Leza, Munilla, Muro en Cameros, Muro de Aguas, Navajún, Préjano, Rabanera, Robres del Castillo, San Román de Cameros, Soto en Cameros, Terroba, Torre en Cameros, Valdemadera, Villarroya y Zarzosa. Otros 13 municipios están solo parcialmente incluidos en la reserva: Alfaro, Arnedo, Autol, Bergasa, Bergasillas Bajera, Clavijo, Herce, Lagunilla del Jubera, Ocón, Quel, Ribafrecha, Santa Eulalia Bajera y Santa Engracia del Jubera.
Parte de la superficie de la reserva tienen otras formas de protección, como las ZEPA "Peñas del Iregua, Jubera y Leza", "Peñas de Arnedillo, Peña Isasa y Peñalmonte" y de "Sierra de Alcarama y Valle del Alhama".